# Staphylococcus caprae
Staphylococcus caprae è un batterio Gram-positivo, asporigeno, coagulasi-negativo, della famiglia Staphylococcaceae. È stato originariamente isolato dalle capre ma se ne sono trovati alcuni esemplari anche in campioni umani.

## Importanza clinica
S. caprae è un commensale della pelle umana ma può essere coinvolto in infezioni del sangue, del tratto urinario, di ossa e articolazioni. Dato che è difficile da identificare in laboratorio, è probabile che sia più presente di quanto la letteratura medica non suggerisca.